# Pylaisiella steerei
Pylaisiella steerei là một loài Rêu trong họ Hypnaceae. Loài này được Ando & Higuchi mô tả khoa học đầu tiên năm 1987.